# 81e division d'infanterie territoriale
Pour les articles homonymes, voir 81e division.
La 81e division d'infanterie territoriale (81e DT, pour 81e division territoriale) est une grande unité de l’armée française de la Première Guerre mondiale.

## Les chefs de la81edivision d’infanterie territoriale
- 2 août - 6 octobre 1914 : Général Marcot
- 6 octobre - 9 décembre 1914 : Général Trumelet-Faber
- 9 décembre 1914 - 8 avril 1917 : Général Bajolle

## Première Guerre mondiale

### Composition
- Infanterie[1]

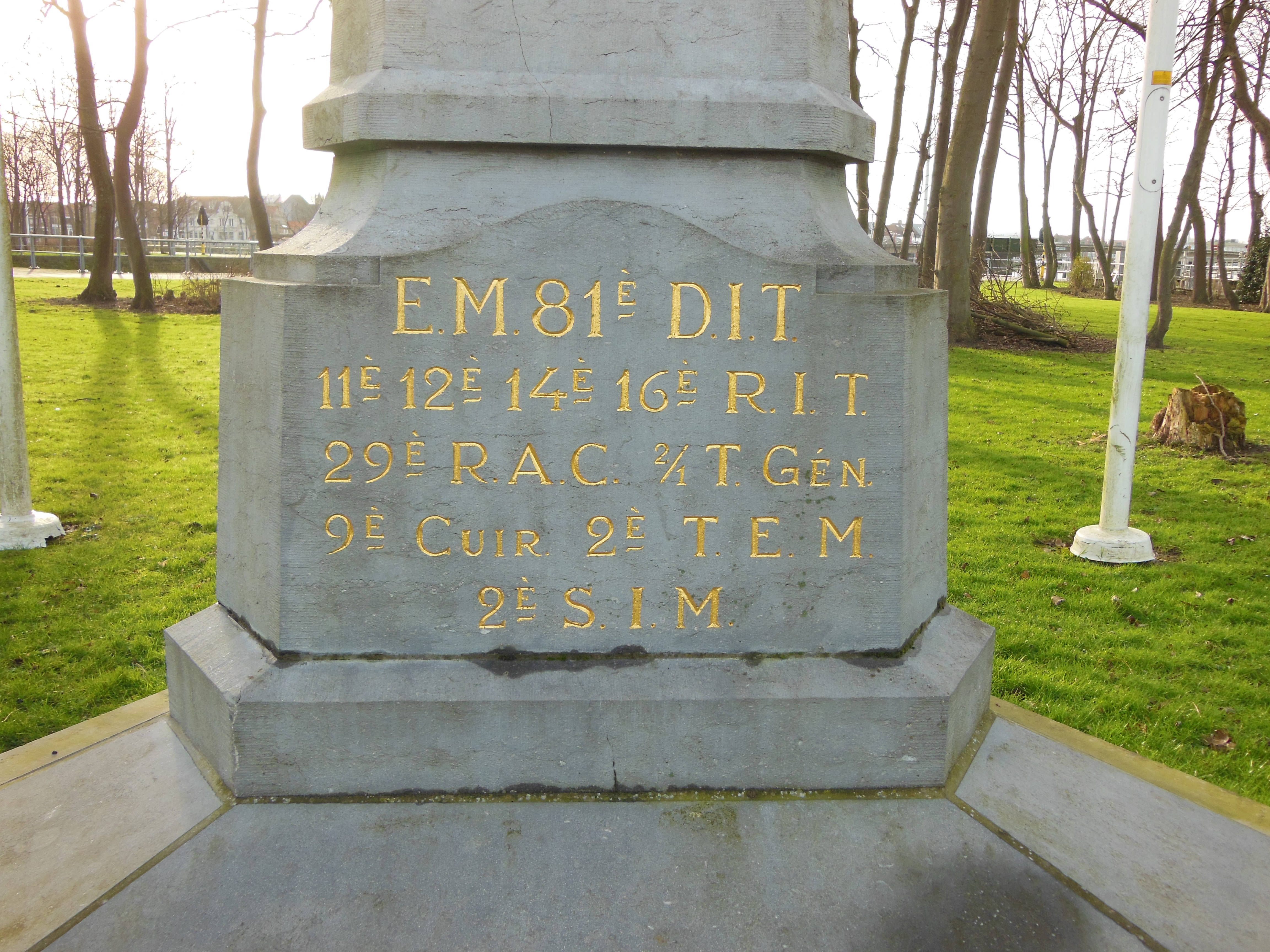
Monument à la donnant sa composition pendant la bataille de l'Yser, près de Nieuport en Belgique.

  - 161e brigade territoriale d’août 1914 à décembre 1915 :
    - 11e régiment d’infanterie territoriale
    - 12e régiment d’infanterie territoriale

  - 162e brigade territoriale d’août 1914 à avril 1917 :
    - 14e régiment d’infanterie territoriale d’août 1914 à
    - 16e régiment d’infanterie territoriale d’août 1914 à avril 1917

  - 186e brigade territoriale d’août 1915 à avril 1917 :
    - 100e régiment d’infanterie territoriale
    - 102e régiment d’infanterie territoriale
- Cavalerie[1]
  - 2 escadrons du 9e régiment de cuirassiers d'août 1914 à novembre 1915
  - 1 escadron du 4e régiment de chasseurs à cheval de novembre 1915 à février 1916
  - 1 escadron du 19e régiment de dragons de février 1916 à janvier 1917
  - 8e escadron du 3e régiment de spahis[2] de janvier à avril 1917
- Artillerie[1]
  - 2 groupes de 75 du 29e régiment d'artillerie de campagne d'août 1914 à fin 1915
  - 1 groupe de 75 du 29e régiment d'artillerie de campagne de fin 1915 à novembre 1916
  - 1 groupe de 75 du 10e régiment d'artillerie de campagne de fin 1915 à avril 1917 (transformé en groupe de 90 de décembre 1915 à fin 1916)
  - 1 groupe de 75 du 43e régiment d'artillerie de campagne de janvier 1916 à janvier 1917 (transformé en groupe de 90 de décembre 1915 à fin 1916)

### Historique

#### 1914
- 2 - 5 août : mobilisée dans la 2e Région.
- 5 – 19 août : transport par VF vers Hazebrouck et Saint-Omer ; organisation et instruction.
- 19 – 27 août : garde des communications, entre la Lys et la mer, de la région de Warneton à celle de Dunkerque.
- 27 – 30 août : transport par VF, de Saint-Omer, dans la région d’Abbeville, Picquigny, et défense des passages de la Somme.
- 30 août – 11 septembre : repli, par Poix et Abancourt, jusque derrière l’Andelle, vers Martainville-Epreville. À partir du 6 septembre, travaux d’organisation défensive dans cette région.
- 11 – 26 septembre : mouvement par étapes, par Wailly, Doullens et Frévent, vers le sud d’Arras.
- 26 septembre - 21 octobre : engagée dans la 1re Bataille de Picardie, puis dans la  1re Bataille d’Artois :
  - 26 septembre, combat de Vaulx-Vraucourt.
  - 29 septembre - 4 octobre : combats de Courcelles-le-Comte, d’Achiet-le-Grand et de Bucquoy. Le 4 octobre, lors des combats de Bucquoy, à 13 h 00, le général Marcot, commandant la division, est tué par un obus alors qu’il traversait les Essarts. Le général Trumelet-Faber prend immédiatement le commandement.
  - 5 et 6 octobre : combats d’Essarts-lès-Bucquoy, d’Hannescamps et de Fonquevillers.
  - 10 octobre : combat de Monchy-au-Bois.
- 21 – 30 octobre : mouvement, par la région de Corbie, vers celle de Longueau.
- 30 octobre – 7 novembre : mouvement par étapes vers Saint-Pol. À partir du 3 novembre, transport par VF dans la région de Furnes, puis mouvement vers Nieuport.
- 7 – 11 novembre : occupation d’un secteur sur la rive droite de l’Yser : du 7 au 9 novembre, combat vers Lombartzyde, du 9 au 11 novembre, occupation de Lombartzyde.
- 11 novembre 1914 – 30 août 1915 : occupation de la tête de pont de Nieuport, et participation à la défense mobile de Dunkerque[3].

#### 1915
- 30 août 1915 – 10 février 1916[4] : Retrait du front, mouvement vers Dunkerque ; transport par VF de Dunkerque à Bruay, puis occupation et organisation d’un secteur entre l’ouest d'Angres et la fosse de Calonne (en liaison avec l’armée britannique). À partir du 25 septembre, mission défensive dans ce secteur, pendant la 3e Bataille d’Artois.

#### 1916

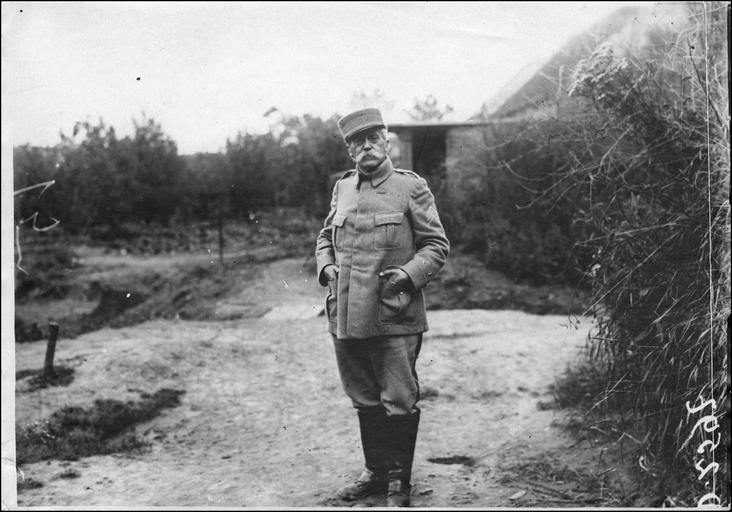
Le général Félineau, commandant la, à Saint-Léger-aux-Bois le 29 août 1916.

- 10 février – 24 juin : retrait du front ; repos vers Bruay. À partir du 25 février, transport par camions dans la région de Flers-sur-Noye, puis, à partir du 4 mars, mouvement vers celle de Lamotte-en-Santerre ; travaux.
- 24 juin – 19 novembre : mouvement vers Estrées-Saint-Denis, et, à partir du 1er juillet, occupation d'un secteur entre Tracy-le-Mont et l'Oise.
- 19 novembre – 8 décembre : retrait du front et repos vers Estrées-Saint-Denis.
- 8 décembre 1916 – 18 février 1917 : mouvement vers la région de Montdidier ; repos, puis travaux.

#### 1917
- 18 février - 5 mars : mouvement par étapes vers Chamant, puis, le 27 février, vers Villers-Cotterêts et Compiègne.
- 5 – 23 mars : mouvement vers le front, et occupation d’un secteur entre la ferme Quennevières et l’Oise. À partir du 17 mars, poursuite par Cuts (Repli allemand).
- 23 mars - 8 avril : retrait du front, repos et travaux vers Noyon, puis, le 29 mars, vers Compiègne.
- 8 avril : dissolution et transformation en 81e DI active.

### Rattachements
- Affectation organique : isolée
- 1re armée
  - 29 octobre - 8 décembre 1916
  - 22 février - 22 mars 1917
- 2e armée
  - 21 - 31 octobre 1914
- 3e armée
  - 30 juin - 29 octobre 1916
  - 8 décembre 1916 - 18 février 1917
  - 22 mars - 8 avril 1917
- 6e armée
  - 25 février - 24 juin 1916
- 10e armée
  - 31 octobre - 2 novembre 1914
  - 1er septembre 1915 - 23 février 1916
  - 24 - 30 juin 1916
- Groupement Bidon
  - 2 novembre 1914 - 1er février 1915
- Groupement de Nieuport
  - 3 mars - 22 mai 1915
- Groupe d'armées du Nord
  - 13 juin - 1er septembre 1915
- Groupe provisoire du Nord
  - 22 mai - 13 juin 1915
- Grand Quartier général
  - 19 août - 8 octobre 1914
- Intérieur
  - 2 - 19 août 1914
- Place fortifiée de Dunkerque
  - 1er février - 3 mars 1915